# أليماو (لاعب كرة قدم مواليد 1986)
أليماو (بالبرتغالية: Rafael Berger‏) هو لاعب كرة قدم برازيلي في مركز الدفاع، ولد في 14 يوليو 1986 في فيلا فاليا في البرازيل. لعب مع نادي إيتوانو ونادي فيتوريا ونادي ناوتيكو.

## وصلات خارجية
- أليماو (لاعب كرة قدم مواليد 1986) على موقع دوري كوريا الجنوبية (الإنجليزية)
- أليماو (لاعب كرة قدم مواليد 1986) على موقع Soccerway.com (الإنجليزية)